# Agrostocrinum
Agrostocrinum là một chi thực vật có hoa trong họ Xanthorrhoeaceae.